# Nele van de Velde
Nele van de Velde (* 13. März 1897 in Uccle, Belgien, als Cornélie (Nele) Jenny van de Velde; † 13. Dezember 1965 in Zürich) war eine belgische Malerin, Zeichnerin und Holzschneiderin. Unter den Schülern von Ernst Ludwig Kirchner war sie die einzige Frau.

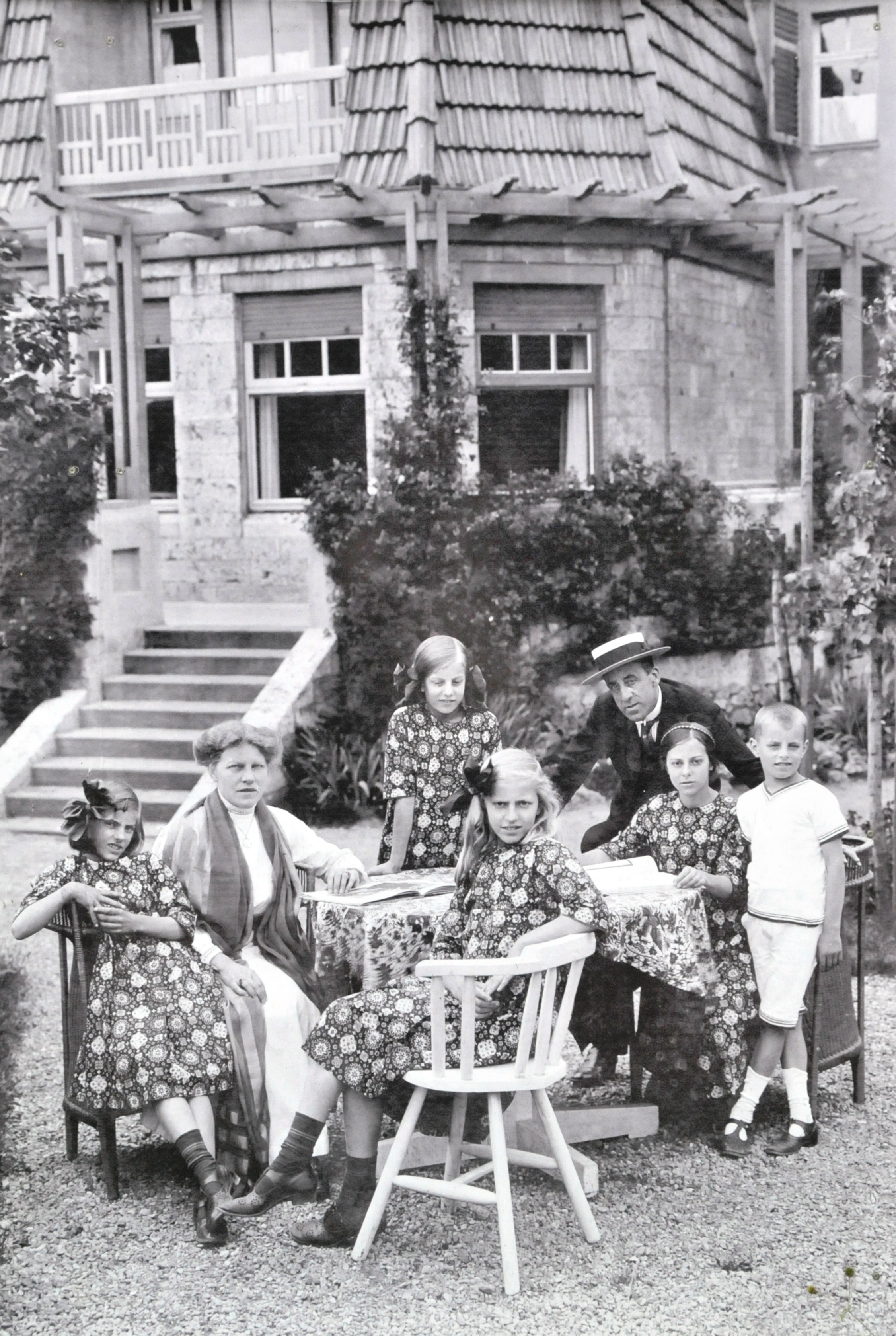
Louis Held: Nele van de Velde (vorn) mit Eltern und Geschwistern vor dem Haus Hohe Pappeln in Weimar 1912

## Leben
Nele van de Velde war die älteste Tochter von Henry van de Velde und Marie-Louise (Maria) geb. Sèthe (1867–1943). Sie wuchs mit vier Geschwistern in Belgien und nach 1901 in Weimar auf, nachdem der Vater an die dortige Kunstgewerbeschule berufen worden war. Mit ihren Schwestern Hélène Johanna Rosina (1899–1935) und Anne Sophie Alma (1901–1944) besuchte sie ab 1907 die Freie Schulgemeinde Wickersdorf.
Von 1918 bis 1923 lebte Nele van de Velde bei ihrem Vater in der Schweiz im sogenannten Schlössli, einem Haus direkt am Bodensee in Uttwil. Vom 22. März bis 10. April 1918 weilte sie im Sanatorium Bellevue in Kreuzlingen, wo sie eine Künstlerfreundschaft mit dem gerade genesenden Ernst Ludwig Kirchner einging. Er porträtierte sie mehrfach und beriet sie künstlerisch, auch im Hinblick auf druckgrafische Techniken. Sie wiederum versorgte ihn mit Literatur, Farben und Papier. Seit 1918 illustrierte sie Bücher mit Holzschnitten und Zeichnungen. Der Arzt und Psychiater im Sanatorium, Ernest Wenger, erhielt von ihr zu Weihnachten einen Holzschnitt (Blick vom Pincio auf die Stadt Rom) und eine „zart kolorierte“ Bleistiftzeichnung (Winterlandschaft) mit persönlicher Widmung. Ihr Holzschnitt-Zyklus über einen Besuch bei Kirchner auf der Stafelalp 1919/1920 gilt als ihre bekannteste Arbeit. Mit Kirchner verband Nele van de Velde eine langjährige Brieffreundschaft. Ihre Korrespondenz ist eine wichtige Quelle für die Kirchner-Forschung.
Als Patientin hielt sich Nele van de Velde in den 1920er-Jahren mehrfach im Sanatorium Bellevue auf. Anschließend ging sie nach Brüssel. In den 1930er-Jahren lebte sie in einer von ihrem Vater erbauten Villa in Tervuren, die im Zweiten Weltkrieg verwahrloste. Ihre große Gemäldesammlung, darunter viele Impressionisten, musste die Familie unter Wert verkaufen, um zu überleben. Maja Sacher lud Nele van de Velde und ihren inzwischen verwitweten Vater 1947 in die Schweiz ein. Zu Anfang lebten sie und ihr Foxterrier „Chipa“ im Pensionshaus der Kinderpsychiaterin Marie Meierhofer in Oberägeri. Später kauften Maja Sacher, der Architekt Alfred Roth und eine belgische Gräfin eine Landparzelle in Oberägeri mit Blick auf den Ägerisee. Auf diesem Grundstück baute Roth 1957 für Nele und Henry van de Velde einen einfachen Holzbungalow, in dem sie mietfrei wohnen konnten.
Nele van de Velde stand als Künstlerin zeitlebens im Schatten ihres berühmten Vaters, für den sie nach dem Tod ihrer Mutter 1943 allein sorgte und ihn bis zu seinem Lebensende pflegte. Nach dem Tod ihres Vaters 1957 arbeitete sie zusammen mit ihrem Bruder Thyl (1904–1980) die väterlichen Memoiren unter Mitwirkung des befreundeten Kunsthistorikers Hans Curjel auf.
Sie erkrankte an Krebs und starb kurze Zeit nach einer Operation im Spital.

## Veröffentlichungen
- Ernst Ludwig Kirchner: Briefe an Nele und Henry van de Velde. Hrsg. von Nele van de Velde. Piper, München 1961 (= Piper-Bücherei; 163).
- Nele van de Velde: Ein Tag bei Kirchner auf der Staffelalp. Elf Holzschnitte auf Bütten und Texte. In: Genius. Zeitschrift für werdende und alte Kunst. Hrsg. von Carl Georg Heise und Hans Mardersteig. Kurt Wolff Verlag, München 1920.